# Syrte (district)
Pour les articles homonymes, voir Syrte (homonymie).
Syrte (en arabe : سرت) est une des 22 chabiyat de Libye. 
Sa capitale est Syrte.